# Cecilia Sacchi
Cecilia Sacchi (Milánó, 1938. október 30. – Milánó, 2010. október 29.) olasz színházi és televíziós színésznő.
Cecilia Sacchi Filippo Sacchi filmkritikus és Josepha Gianzana lánya volt. Férje Vittorio Mezzogiorno, akivel 1969-ben ismerkedett meg a Segesta Görög Színházban. 1974-ben, lánya, Giovanna születése után visszavonult.
Hosszú betegség után 2010. október 29-én hunyt el. Hamvai a férje hamvaival együtt nyugszanak Griante temetőjében, a Comói-tó mellett.

## Filmográfia
- Le avventure di Laura Storm (tévésorozat, 1966)
- Losey il bugiardo (1968)
- Processi a porte aperte: Losey il bugiardo (tévésorozat, 1968)
- I fratelli Karamàzov (1969)
- Don Giovanni in Sicilia (tévé minisorozat, 1977)
- Zwischensaison (1992)
- Più leggero non basta (1998)